# Kudoacanthus albonervosa
Kudoacanthus es un género monotípico de plantas con flores perteneciente a la familia Acanthaceae. Su única especie: Kudoacanthus albonervosa, es una planta herbácea natural de Taiwán.

## Descripción
Son hierbas que alcanzan un tamaño de hasta 40 cm de altura. Tallos hirsutos. Las hojas con pecíolo de 3-15 mm; Limbo de las hojas: ovadas a orbiculares-ovadas, 0,7-4,5 × 0,7-2,5 cm, membranosa, tanto superficies pilosas, el envés más pálido, adaxialmente verdes, venas secundarias 3-5 pares a cada lado del nervio central, prominentes y blancoa, de base ampliamente cuneada, el margen ondula, ápice obtuso a acuminado. Las inflorescencias con pocas flores simples o ramificadas en una panícula,; raquis pilosos con glándula en la punta; brácteas lineares a oblanceoladas. Flores sésiles. Corola blanca, de 5 mm, en las afueras glabra, interior ligeramente puberulentas en la garganta; tubo cilíndrico. Cápsulas y semillas desconocidas. Fl. abril, agosto.

## Distribución y hábitat
Se encuentra en los bosques de hoja perenne de hoja ancha; a una altitud de 600-700 metros en Taiwán.

## Taxonomía
Kudoacanthus albonervosa fue descrita por el botánico, pteridólogo y micólogo alemán, Takahide Hosokawa y publicado en Transactions of the Natural History Society of Taiwan 23: 95. 1933.
Sinonimia
- Codonacanthus albonervosa (Hosok.) Yuen P. Yang